# Hiperfosfatemia
Hiperfosfatemia – stan, w którym dochodzi do zwiększenia stężenia fosforanów nieorganicznych w surowicy krwi ponad 1,4 mmol/l.

## Patofizjologia
Zwiększenie stężenia fosforanów we krwi doprowadza równocześnie do hipokalcemii, spowodowanej:
- powstawaniem nierozpuszczalnych form fosforanu wapnia (Ca3(PO4)2)
- zmniejszeniem wchłaniania wapnia w przewodzie pokarmowym wskutek bezpośredniego blokowania wchłaniania wapnia
- blokowaniem syntezy aktywnej postaci witaminy D (1,25-dihydroksycholekalcyferolu)

## Przyczyny
- nadmierne wchłanianie fosforanów drogą przewodu pokarmowego (np. u dzieci karmionych mlekiem krowim)
- nadmierna podaż pozajelitowa fosforanów np. w przebiegu leczenia hiperkalcemii
- nadmierne uwalnianie się fosforanów z rozpadających się tkanek
  - ciężkie urazy lub infekcje
  - nadmierny wysiłek fizyczny
  - rozpad komórek nowotworowych pod wpływem chemioterapii
- niedobór parathormonu np. w niedoczynności przytarczyc
- nadmierna podaż witaminy D
- mocznica

## Objawy kliniczne
- zależne od współistniejącej hipokalcemii - tężyczka
- ektopowe odkładanie się soli wapnia w spojówkach ("zespół czerwonych oczu"), skórze (przewlekły świąd) i naczyniach krwionośnych powodując przyspieszony rozwój miażdżycy
- inne objawy zależne od współistniejących chorób

## Leczenie
- ograniczenie wchłaniania fosforanów ze światła przewodu pokarmowego poprzez stosowanie doustne
  - sole glinu u osób z wydolnymi nerkami (wodorotlenek lub węglan)
  - sole wapnia (węglan lub octan)
  - poliakryloaminy (Renagel)
  - związki zawierające trójwartościowe żelazo (Fe3+)
- ograniczenie podaży fosforanów w diecie poprzez stosowanie diety ubogobiałkowej
- u osób z wydolnymi nerkami – podaż dużych objętości 0,9% roztworu chlorku sodu lub glukozy lub glikozy i insuliny (KIG)
- w najcięższych przypadkach – dializoterapia.